# Kim Sae-ron
Kim Sae-ron (tiếng Hàn: 김새론; 31 tháng 7 năm 2000 – 16 tháng 2 năm 2025) là một nữ diễn viên người Hàn Quốc. Cô bắt đầu sự nghiệp diễn xuất khi mới 9 tuổi và nổi tiếng qua các bộ phim A Brand New Life (2009) và Người vô danh tính (2010).
Cô có hai em gái, Kim Ah-ron và Kim Ye-ron, đều là diễn viên. Cô học tại trường tiểu học Miyang ở Seoul và tốt nghiệp trường trung học Yang-il ở Ilsan vào tháng 2 năm 2016. Sau đó, cô bắt đầu theo học trường nghệ thuật biểu diễn Seoul. Năm 2018, Kim Sae-ron được nhận vào Đại học Chung-Ang, Khoa Nghệ thuật biểu diễn và Nghiên cứu điện ảnh.
Trong suốt sự nghiệp của mình, cô nhận một giải Rồng Xanh cho Nữ diễn viên mới xuất sắc nhất vào năm 2014, được đề cử giải Baeksang khi mới 10 tuổi, cô cũng là nữ diễn viên trẻ tuổi nhất trong lịch sử được đề cử giải Beaksang khi chỉ 14 tuổi. Bên cạnh đó, cô cũng nhận được đề cử giải Chuông vàng cho Nữ diễn mới xuất sắc nhất cùng với rất nhiều giải thưởng điện ảnh khác.

## Qua đời
Ngày 16 tháng 2 năm 2025, Kim Sae-ron được bạn của cô phát hiện đã chết tại nhà riêng ở Seongsu-dong, quận Seongdong, Seoul. Một cuộc điều tra diễn ra và vào ngày hôm sau đã cho biết rằng cái chết của cô đã được các viên chức cảnh sát phán quyết là tự tử. Cô đã được tổ chức tang lễ riêng tư tại Trung tâm Y tế Asan ở Seoul vào ngày 19 tháng 2.

## Danh sách phim

### Phim điện ảnh
| Năm  | Tựa đề                        | Vai                             |
| ---- | ----------------------------- | ------------------------------- |
| 2009 | A Brand New Life              | Jin-hee                         |
| 2010 | The Man from Nowhere          | Jung So-mi                      |
| 2011 | I Am a Dad                    | Han Min-ji                      |
| 2012 | Barbie                        | Soon-young                      |
| 2012 | The Neighbor                  | Yoo Soo-yeon/Won Yeo-seon       |
| 2014 | Manshin: Ten Thousand Spirits | Kim Geum-hwa thời niên thiếu[8] |
| 2014 | A Girl at My Door             | Sun Do-hee                      |
| 2014 | Manhole                       | Soo-jung                        |
| 2015 | Snowy Road                    | Kang Yeong-Ae                   |
| 2018 | The Villagers                 | Yu-Jin                          |

### Phim truyền hình
| Năm  | Tựa đề                                              | Vai                                  | Bạn diễn                    | Kênh            |
| ---- | --------------------------------------------------- | ------------------------------------ | --------------------------- | --------------- |
| 2011 | Can You Hear My Heart? Lắng nghe trái tim           | Bong Woo-ri (lúc nhỏ)                |                             | MBC             |
| 2011 | Heaven's Garden Khu Vườn Thiên Đàng                 | Kang Eun-soo                         |                             | Channel A       |
| 2012 | Fashion King Vua Thời Trang                         | Lee Ga-young (lúc nhỏ)               |                             | SBS             |
| 2012 | I Need Romance 2012 Khát Khao Hạnh Phúc 2           | Yoon Gi-hyun (khách mời)             |                             | tvN             |
| 2012 | Mom Is Acting Up                                    | Park Sae-ron                         |                             | MBC             |
| 2012 | Missing You Nhớ em                                  | Bo-ra (khách mời lồng tiếng, tập 11) |                             | MBC             |
| 2013 | The Queen's Classroom Nữ hoàng lớp học              | Kim Seo-hyun                         |                             | MBC             |
| 2014 | Hi! School-Love on Thiên thần biết yêu              | Lee Seul-bi                          | Nam Woo-hyun, Lee Sung-yeol | KBS2            |
| 2015 | Drama Special Snowy Road                            | Kang Young-ae                        |                             | KBS1            |
| 2015 | Glamorous Temptation                                | Shin Eun-soo (lúc nhỏ)               |                             | MBC             |
| 2015 | To be continued                                     | Jong Ah Ran                          | ASTRO                       | Naver TVCast    |
| 2016 | Mirror Of The Witch Chiếc gương của phù thủy        | Seo Ri / Yeon Hee                    | Yoon Shi-yoon               | JTBC            |
| 2019 | Leverage Băng trộm siêu đẳng                        | Go Na Byul                           |                             | TV Chosun       |
| 2019 | Love Playlist season 4                              | Seo Ji Min                           |                             | Playlist Studio |
| 2020 | Nobody knows Thế giới không ai biết                 | Cha Young Jin (lúc trẻ)              |                             | SBS             |
| 2021 | Shaman Girl Ga Doo Shim Thiếu Nữ Phù Thủy Quyết Đấu | Ga Doo-shim                          | Nam Da-reum                 | KakaoTV         |
| 2021 | Girls                                               | So Ssang                             | Jung Da-eun                 | KBS             |
| 2022 | Everyday, We                                        | Han Yeo Eul                          | Lee Chae-min                |                 |
| 2022 | Hunting Dogs                                        | Cha Hyun Joo                         |                             | Netflix         |

### MV
| Năm  | Tựa đề             | Nghệ sĩ       |
| ---- | ------------------ | ------------- |
| 2013 | "Green Rain"       | Shinee        |
| 2014 | JACKPOT"           | Block B       |
| 2014 | "From My Heart"    | 5urprise      |
| 2021 | "Graduation Tears" | Yongshin Joon |

### Chương trình thực tế
| Năm         | Tựa đề                  | Kênh | Ghi chú            |
| ----------- | ----------------------- | ---- | ------------------ |
| 2014        | Happy Together Season 3 | KBS2 | Khách mời, tập 365 |
| 2015 - 2017 | Show! Music Core        | MBC  | MC chính thức      |

## Quảng cáo
| Năm  | Sản phẩm     | Ghi chú          |
| ---- | ------------ | ---------------- |
| 2014 | Mỹ phẩm Juke |                  |
| 2015 | Bench        |                  |
| 2015 | TB Jeans     | với Lee Tae-hwan |

## Giải thưởng và đề cử
| Năm  | Giải                                                                    | Hạng mục                                        | Phim                  | Kết quả   |
| ---- | ----------------------------------------------------------------------- | ----------------------------------------------- | --------------------- | --------- |
| 2010 | BUSTER Copenhagen International Film Festival for Children and Youth[9] | Đề cử đặc biệt - Diễn viên trẻ em xuất sắc nhất | A Brand New Life      | Đoạt giải |
| 2010 | 4th Asian Film Awards                                                   | Diễn viên mới xuất sắc nhất                     | A Brand New Life      | Đề cử     |
| 2010 | 19th Buil Film Awards                                                   | Diễn viên mới xuất sắc nhất                     | A Brand New Life      | Đoạt giải |
| 2010 | 8th Korean Film Awards[10]                                              | Diễn viên mới xuất sắc nhất                     | The Man from Nowhere  | Đoạt giải |
| 2011 | 47th Baeksang Arts Awards                                               | Diễn viên mới xuất sắc nhất                     | The Man from Nowhere  | Đề cử     |
| 2011 | 8th Max Movie Awards                                                    | Diễn viên mới xuất sắc nhất                     | The Man from Nowhere  | Đoạt giải |
| 2013 | 6th Korea Drama Awards                                                  | Diễn viên mới xuất sắc nhất                     | The Queen's Classroom | Đề cử     |
| 2013 | MBC Drama Awards[11]                                                    | Diễn viên mới xuất sắc nhất                     | The Queen's Classroom | Đoạt giải |
| 2014 | 23rd Buil Film Awards                                                   | Diễn viên phụ xuất sắc nhất                     | A Girl at My Door     | Đề cử     |
| 2014 | 51st Grand Bell Awards                                                  | Diễn viên mới xuất sắc nhất                     | A Girl at My Door     | Đề cử     |
| 2014 | 7th Herald Donga Lifestyle Awards[13]                                   | Biểu tượng thời trang của năm                   | N/A                   | Đoạt giải |
| 2014 | 35th Blue Dragon Film Awards[14]                                        | Diễn viên mới xuất sắc nhất                     | A Girl at My Door     | Đoạt giải |
| 2014 | Golden Cinematography Awards                                            | Diễn viên mới xuất sắc nhất                     | A Girl at My Door     | Đoạt giải |
| 2014 | KBS Drama Awards                                                        | Diễn viên mới xuất sắc nhất                     | Hi! School-Love On    | Đề cử     |
| 2015 | 2nd Wildflower Film Awards                                              | Diễn viên chính xuất sắc nhất                   | A Girl at My Door\|   | Đề cử     |
| 2015 | 51st Baeksang Arts Awards                                               | Diễn viên chính xuất sắc nhất                   | A Girl at My Door\|   | Đề cử     |
| 2015 | Golden Rooster and Hundred Flowers Film Festival                        | Diễn viên chính xuất sắc nhất                   | Snowy Road            | Đoạt giải |
| 2016 | 9th Korea Drama Awards                                                  | Diễn viên mới xuất sắc nhất                     | Mirror of the Witch   | Đoạt giải |